# 1973 год в авиации
Список событий в авиации в 1973 году.

## События
- 17 апреля — начала коммерческие перевозки авиакомпания FedEx.
- 8 мая — взлетел первый серийный Ил-76 (№ 01-04, СССР-76500), командир экипажа A. M. Тюрюмин, второй пилот К. Г. Кудинов, ведущий инженер B. C. Кругляков.[1]
- 3 июня — во время демонстрационного полёта разбился советский самолёт Ту-144. Погибли все 6 членов экипажа и 8 человек на земле.
- 25 июня — принят на вооружение морской многоцелевой вертолёт берегового базирования Ми-14.

### Без точной даты
- Прекращение эксплуатации Ан-10.
- Сформирована Аэробатическая группа ВВС Израиля.

## Персоны

### Скончались
- 20 мая — Габриель Вуазен, старший брат Шарля Вуазена. Французский пионер авиации, конструктор аэропланов и автомобилей, предприниматель.
- 9 сентября — Туманский, Сергей Константинович, советский конструктор авиационных двигателей Академик АН СССР (1968), Герой Социалистического Труда (1957). Член КПСС с 1951 года.
- 24 ноября — Николай Ильич Камов, советский авиаконструктор, создатель вертолётов «Ка», доктор технических наук (1962). Герой Социалистического Труда (1972). Лауреат Государственной премии СССР (1972).
- 28 ноября — Елисеев, Геннадий Николаевич, лётчик, заместитель командира эскадрильи 982-го истребительного авиационного полка 34-й воздушной армии Закавказского военного округа, капитан. Герой Советского Союза.